# Маріон (Мічиган)
Маріон (англ. Marion) — селище (англ. village) в США, в окрузі Осеола штату Мічиган. Населення — 789 осіб (2020).

## Географія
Маріон розташований за координатами 44°5′59″ пн. ш. 85°8′27″ зх. д. / 44.09972° пн. ш. 85.14083° зх. д. (44.099785, -85.140944).  За даними Бюро перепису населення США в 2010 році селище мало площу 3,61 км², з яких 3,50 км² — суходіл та 0,11 км² — водойми.

## Демографія
Згідно з переписом 2010 року, у селищі мешкали 872 особи в 351 домогосподарстві у складі 234 родин. Густота населення становила 242 особи/км².  Було 389 помешкань (108/км²).
Расовий склад населення:
| - 98,3 % — білих - 0,5 % — корінних американців - 0,1 % — чорних або афроамериканців |

До двох чи більше рас належало 1,0 %. Частка іспаномовних становила 1,3 % від усіх жителів.
За віковим діапазоном населення розподілялося таким чином: 27,4 % — особи молодші 18 років, 55,9 % — особи у віці 18—64 років, 16,7 % — особи у віці 65 років та старші. Медіана віку мешканця становила 37,4 року. На 100 осіб жіночої статі у селищі припадало 89,2 чоловіків;  на 100 жінок у віці від 18 років та старших — 90,1 чоловіків також старших 18 років.
Середній дохід на одне домашнє господарство  становив 32 542 долари США (медіана — 24 821), а середній дохід на одну сім'ю — 38 572 долари (медіана — 29 375). Медіана доходів становила 36 458 доларів для чоловіків та 23 750 доларів для жінок. За межею бідності перебувало 43,7 % осіб, у тому числі 66,0 % дітей у віці до 18 років та 12,3 % осіб у віці 65 років та старших.
Цивільне працевлаштоване населення становило 234 особи. Основні галузі зайнятості: виробництво — 19,2 %, освіта, охорона здоров'я та соціальна допомога — 16,7 %, транспорт — 12,8 %, роздрібна торгівля — 12,4 %.